# Иакинф (Кашперов)
Иакинф Кашперов (в ряде источников упоминается как Кашпирев или Камперов; 1723, Тобольск — 1 [12] февраля 1793, Соликамск, Пермское наместничество) — архимандрит Русской православной церкви.

## Биография
Иакинф Кашперов родился в 1723 году в городе Тобольске. Отец Андрей Кашперов был священником Тобольской епархии. Иакинф воспитывался под надзором отца и брата Андрея, протоиерея Берёзовского. Отец впоследствии стал иеромонахом Далматовского Успенского монастыря.
Успешно окончил курс в Тобольской духовной семинарии. Сначала был приходским священником. В 27 лет овдовел, оставшись бездетным.
18 (29) июня 1750 года принял монашеский постриг. Пострижен тобольским митрополитом Сильвестром (Гловатским). 23 июня (4 июля) 1750 года был назначен экономом архиерейского дома в Тобольске, а в марте 1751 года — казначеем.
10 (21) февраля 1753 года отец Иакинф был возведён в сан игумена и назначен настоятелем Кондинского Троицкого монастыря (село Кондинское), 12 (23) марта 1755 года был произведен в архимандрита Междугорского Иоанновского монастыря (около Тобольска).
В августе 1760 года Иакинфу Кашперову поручено было управление делами Тобольской духовной консистории.
С 1760 года был настоятелем Далматовского Успенского монастыря, но проживал в Тобольске, переложив дела на иеромонаха Виктора. 10 (21) марта 1762 года он был перемещён в Далматовский Успенский монастырь. Во время настоятельства в Далматовском монастыре ему пришлось участвовать в усмирении двух бунтов: бунта далматовских подмонастырных крестьян в 1763 году, по поводу изъятия из-под ведома монастыря вотчин — он известен под именем «Дубинщины» — и другого — Пугачёвского. В 1762 году организовал при монастыре 4-классную духовную школу.
21 марта (1 апреля) 1762 года Пётр III издал указ о секуляризации церковных и монастырских земель и возвращение крестьян в управление духовных властей. После его смерти, 12 (23) августа 1762 года указ был отменён. Волнения «Дубинщины» начались в октябре 1762 года. Восставшие отказались выполнять монастырские работы. В апреле 1763 года Иакинф организовал карательный отряд, с помощью которого захватывал крестьянские земли и засевал монастырским зерном, уводил скот и лошадей. Попавшихся крестьян лично избивал кнутом, заставляя давать подписку о подчинении монастырю. Это вызвало возмущение крестьян села, поддержанное и другими селениями вотчины. В конце июня 1763 года в Далматовский монастырь прибыл карательный отряд Азовского драгунского полка в составе 60 человек под руководством подпоручика Телепнева, который приступил к усмирению крестьян, сопровождавшемуся насилием и произволом. 2 (13) августа 1763 года крестьяне разбили команду Телепнева. Пик восстания пришёлся на сентябрь — декабрь 1763 года, когда крестьяне, вооружённые в большинстве дубинами и косами, насаженными на древко, пошли на открытое неповиновение, окружили Далматовский монастырь, перерезали дорогу на Шадринск и на Челябинск. В начале декабря с начавшимися морозами крестьяне сами ушли от стен монастыря, установив на подступах к деревням засады. 12 (23) марта 1764 года в помощь осаждённому монастырю прибыл Азовский драгунский полк под командованием подполковника Аборина. К середине мая 1764 года восстание было подавлено. Восставшие были подвергнуты публичному наказанию плетьми и кнутом, 167 человек главных «крамольников» были преданы казни.

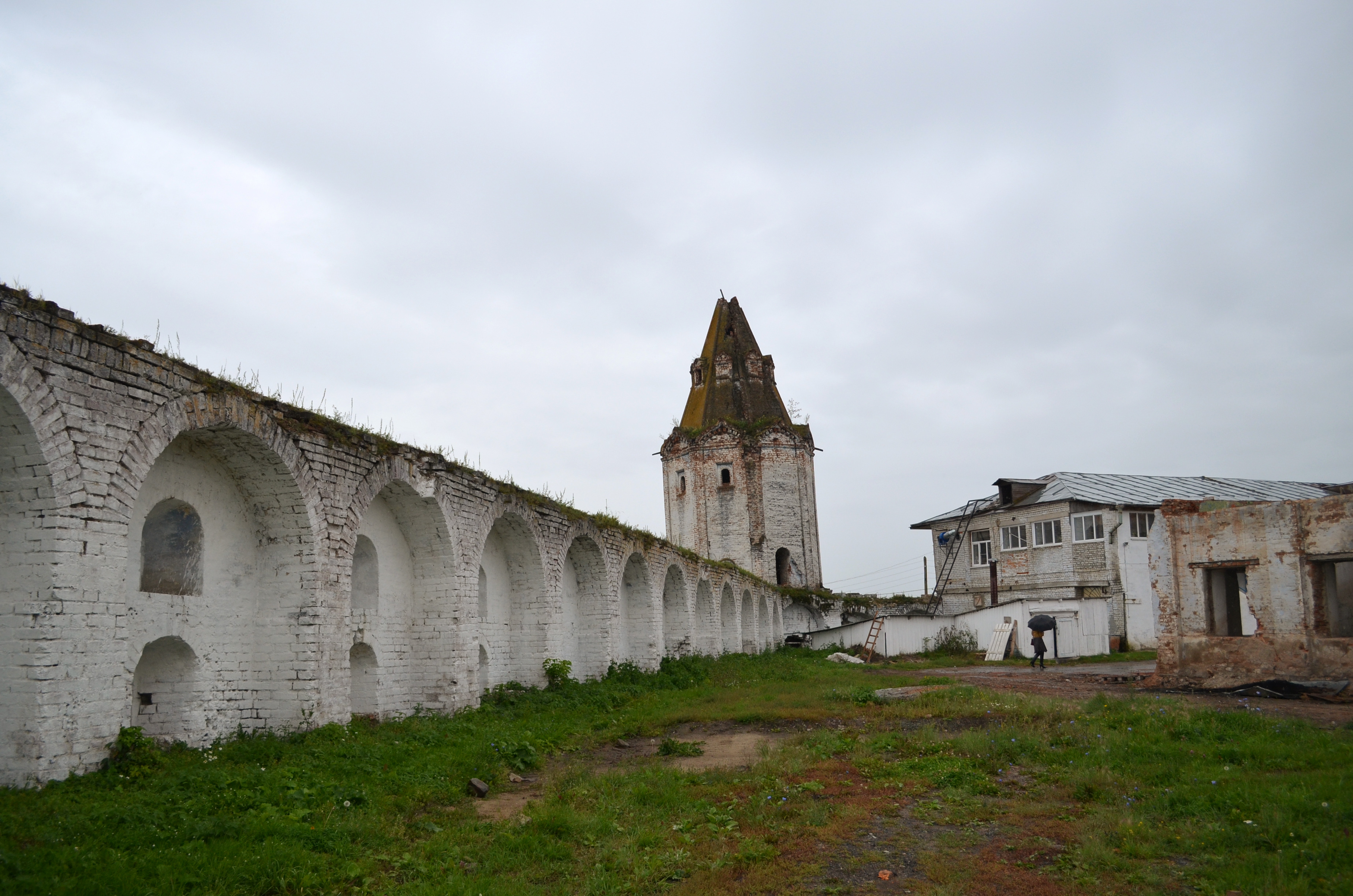
Далматовский Успенский монастырь

По случаю отъезда митрополита Павла в Москву Иакинф был отозван в Тобольск, где с 4 (15) октября 1767 года по 14 (25) октября 1768 года управлял делами консистории и архиерейского дома.
Во время Пугачёвского восстания настоятель подготовил монастырь к обороне и 16 (27) января 1774 года уехал в Тобольск за военной помощью. Отряд пугачевцев числом до 2000 человек под командованием челябинского есаула Прохора Пестерева с 11 (22) февраля 1774 по 2 (13) марта 1774 года стоял в селе Николаевском и проводил осаду монастыря. Монастырь выдержал штурмы 12 и 13 февраля и осаду, но имущество тех, кто ушёл под защиту монастыря и для его защиты, было разграблено. Монастырь понёс потери в денежном отношении на 1025 рублей 21 копейку. Эту сумму разложили по всем селениям вотчины. С села Николаевского было взыскано 68 рублей 18,5 копейки. Настоятель возвратился в монастырь в августе 1774 года.
1 (12) января 1776 года на него была возложена должность первоприсутствующего в Далматовском духовном правлении (в управлении находились 50 церквей и 34 часовни).

Пыскорский монастырь в Перми

В феврале 1777 года Иакинф Кашперов был перемещён в Пыскорский Спасо-Преображенский монастырь Соликамского уезда Пермского наместничества, в то время находившийся в Соликамском Вознесенском монастыре. В передаточной ведомости архимандрита Иоакинфа указано, что на все произведённые в Далматовском монастыре работы: ремонтные, строительные, живописные и прочие истрачено 11442 рубля 64 копейки.
Составитель Истобенской летописи говорит в начале своего сказания: «Отец архимандрит, будучи, сколько мне известно, совершенно монашескаго жития, в подчиненных ему не мог терпеть ни пьянства, ни малейшей лжи, не пропущал также каждаго поступок без возмездия, а сим приобрести мог от маломыслящих наименование неумеренно строгим. Я оставляю сие описывать далее, но только за нужное нахожу помянуть, что поведение некоторых монашествующих и служителей само по себе требовало таковаго с ними обхождения». В монахах Пыскорского монастыря, при их многочисленности и богатстве, ещё при архимандрите Иусте начали развиваться пороки. В 1762 году Синодом строго было предписано архимандриту Никифору вывести и искоренить их все, но это не удалось. В 1778 году монахи и служители жаловались Синоду, что настоятель монастыри, кроме неумеренной взыскательности за ошибки, позволяет себе ещё злоупотребленья в монастырском хозяйстве, содержа за счёт монастыря своих 40 лошадей, привезённых из Далматова. Комиссия, в которой были архимандрит Верхочепецкого монастыря Дмитрий и соликамский протоиерей Симеон Черкалов сделала вывод: «Затейливо, из побуждений недоброхотства». Ложные доносители были наказаны: иеромонахи Аарон и ещё другой какой-то расстрижены, прочие, с запрещением священнослужения, разосланы по разным монастырям; служители биты плетьми.
В 1781 году архимандрит Иакинф, усмотрев неудобство в перенесении Пыскорского монастыря с Лысьвы в Соликамск, выразил свое мнение письменно исправлявшему тогда должность генерал-губернатора Пермского и Тобольского, генерал-поручику Евгению Кашкину. По представлению его на доклад Синода, монастырь Пыскорский Высочайше повелено было в том же году перенести во вновь устрояемый город Пермь, с переименованием из Пыскорского в Пермский Преображенский монастырь.
28 октября (8 ноября) 1790 года архимандрит Иакинф выражал сожаление в письме к епископу Вятскому Лаврентию (Барановичу), что до сих пор не приступили к заложению в Перми монастыря. «Сожалею, что так многое время к начальному заложению монастыря пропущено. Хотя де себя к тому не привязывал я и не привязываю, но, однако, когда ещё несколько позволяло мое здоровье и силы, ничего б, как с давних лет к таковым обращениям приобыкшего, с зрения не ушло, и втунь отдано быть не могло; но ныне один дух бодр, а плоть уже немощна». К этому времени был устроен в Перми только деревянный флигель для приезда монашествующих, смотревших за работами. Когда надзор за работами принял на себя исправлявший должность генерал-губернатора Пермского и Тобольского генерал-поручик Алексей Волков, строительство ускорилось.
Вначале были построены архиерейские покои «в два апартамента», при них домовая крестовая церковь во имя Святого Стефана Пермского (в 1836 году переименованная в честь новоявленного Святого Чудотворца Митрофана Воронежского), а также покои для «монастырской братии». Средства на их возведение были получены от продажи имущества Пыскорского монастыря: колоколов, иконостасов, церковной утвари. На кладку стен шёл кирпич от разобранных церквей Пыскорского монастыря, который сплавляли на барках по реке Каме. В 1792 году архимандрит занялся постройкой нового храма, но не успел окончить. Архимандрит Иакинф мечтал «переехать» в Пермь к Святой Пасхе 1793 года.
В числе движимого имения, поступившего из Пыскорского монастыря в Пермский, были:
1. По стоимости: пять шапок архимандричьих, из коих первая, убранная бриллиантами, стоила 27 тыс. рублей, вторая, украшенная яхонтами, — 16 тысяч, третья, усыпанная крупным немецким жемчугом, — 9 тысяч, четвёртая с такими же украшениями — 4 тысячи, пятая — 1200 рублей. Стоимость всех шапок простиралась до 57 200 рублей.
2. По благородству металлов: тринадцать Евангелиев, из коих дски серебряные под золотом, некоторые убраны бриллиантами, одно из них весом 37 фунтов; пятнадцать крестов напрестольных — серебряных позлащенных; восемь сосудов серебряных, в числе коих один золотой; двадцать три лампады, восемь больших подсвечников, два диаконских, один подсвещник предналойный о 96 трубках, дарохранительница в один пуд весу, ковчег, лохань умывальница, чашечки, сосуды и проч.; две рипиды позлащенные, посох, двадцать три крюка больших, на чём лампады висят — все сии вещи чистого серебра. Весу во всех в них было около 19 пудов.
3. По числимости: риз настоятельских и братских 282, подризников 100, эпитрахилей 111, поясов 83, поручей 118 пар, набедренников настоятельских 17, палиц 16, стихарей диаконских и певческих 233, орарей 84, воздухов и покровов 43 пары, пелен 39. Все сии вещи были золотой и серебряной материи, парчовые, бархатные, канфовые и др. шелковых материй, некоторые были шиты золотом и серебром и разными шелками.
4. По весу: меди в разбитых двух колоколах 1600 пудов, в колоколах целых: в бурле 360 пудов, в Москве 163 пуда, в новом 100 пудов, в безымянном 62 пуда, в посуде 38 пудов 4 фунта. Если 18 малых колоколов положить хотя бы в полтораста пудов, то всей меди, поступившей в Пермский монастырь, было 2463 пуда. В серебряной посуде было 16 фунтов 43 золотника. В оловянной посуде весу 42 пуда 24 фунта. Разных железных материалов, вещей счету за множеством их дать не мог, — замечает составлявший опись движимому имению монастыря.
5. Разного железа звячного, полосового, кровельного, по разборке монастыря назначено было к продаже, исключая употребленное в постройку Пермского архиерейского дома: 6351 пуд 11 фунт.; а кирпича тоже в продажу назначенного, как уже не нужного на постройку архиерейского дома — 5.175.000 на сумму 7762 руб. 50 коп., полагая каждый пуд средним числом по 70 коп.; оценен же кирпич был 2 и 1 руб. тысяча, железо — 90, 80, 70 и 50 коп. за пуд. Всего на 12434 рубля.

Архимандрит Иакинф был убит в ночь с 31 января (11 февраля) 1793 на 1 (12) февраля 1793 года по подговору одного штатного монастырского приказного служителя в Соликамске. Крестьянин Соликамской округи Пыскорской экономической вотчины села Пыскора Андрей Геннадьев в январе 1791 года, избегая солдатчины, укрылся в Пыскорском монастыре у брата своего, Ивана Геннадьева, монастырского писаря. Весной 1791 года он решил убить и ограбить настоятеля. Получив поддержку от брата, стал искать пособников. Отложив убийство, вместе с односельчанином Семёном Бурцевым отправились на Волгу грабить суда с солью, железом и рыбою. Осенью возвратились на родину. К ним присоединились односельчане Степан Фотиев, Андрей Борисов и Василий Бурцев и крестьянин Орла—городка Иван Молоковский. Весной снова отправились на Волгу грабить суда. Осенью 1792 года они вернулись, к ним присоединился Михайло Фотиев. Писарь Геннадьев составил для них план монастыря. Вечером 31 января (11 февраля) 1793 года на паре лошадей Михайла Фотиева поехали в Соликамск и остановились на реке Усолке, подле монастырской бани. Михайло Фотиев остался при лошадях с заряженным ружьём, а Бурцев, Андрей Геннадьев, Степан Фотиев и Андрей Борисов направились в монастырь. Проникнув в монастырь, они поставили Борисова у тёплой церкви, в которой горел огонь, а Степана Фотиева послали отпереть западные ворота. Геннадьев и Бурцев, взобравшись на крыльцо настоятельской кельи не смогли открыть дверь и прошли по балкону, примыкавшему к крыльцу, на другую сторону кельи и, выломав оконницу, влезли в окно гостиной кельи. Архимандрит проснулся и крикнул: «Кто там?». Услышав крик, Бурцев стал рубить дверь кельи архимандрита тесаком, а Геннадьев выстрелил в дверь из пистолета, но пистолет разорвало. Он позвал Степана Фотиева и, взяв его пистолет, выстрелил в дверь, но не попал в настоятеля. Выстрелы разбудили крепостного мальчика, но Борисов прикрикнул на него, и тот вернулся в келью. Бурцев, выломав дверь в спальню настоятеля, пытал Иакинфа, спрашивая, где деньги. Архимандрит сказал напавшим: «Возьмите все, только пощадите». Геннадьев и Фотиев, вскрывая сундуки, настаивали, чтобы Бурцев убил архимандрита. Бурцев ударил Иакинфа обухом топора два раза по голове так, что из неё брызнул мозг. Не удовольствовавшись этим, он отрубил убитому правое ухо и бросил в снег в 20 вёрстах от монастыря, около деревни Тетериной. Убийцы, забрав много ассигнаций, золота, серебра, дорогих вещей и четыре мешка медной монеты, беспрепятственно оставили монастырь.
Убийцы были найдены и наказаны:
1. Крестьян Андрея Геннадьева, Семена Бурцева, Степана Фотиева, Андрея Борисова и Михайла Фотиева наказать нещадно кнутом по двести пятьдесят ударов и вырезав ноздри до кости, поставив указные знаки и заклепав в кандалы, сослать в вечно каторжную работу, в Иркутскую губернию;
2. Монастырского подьячего Ивана Геннадьева, Ивана Мишарина, Тимофея Кабанова, Спиридона Черепкова, наказать кнутом, дать по двести ударов, и вырезав ноздри, поставя на лбу и на щеках указные знаки, сослать в Иркутскую губернию, в вечно каторжную работу;
3. Служителя Василья Бурцева, Фёдора Фотиева, крестьян Ивана Молоковского и Федора Плотникова наказать кнутом, дать по пятидесяти ударов, а потом, с обязанием о нечинени впредь никаких закону противных поступков подпискою, отдать начальникам их с тем, чтобы их, яко публично наказанных, никуда из селения своего не отпускать;
4. Служителей, бывших в ночь убийства и грабежа в монастыре караульщиками: Ивана Моисеева, Осипа, Александра и Дмитрия Мироновых наказать плетьми, и потом обязать в нечинени впредь никаких законопротивных поступков подпискою;
5. Монахов того монастыря: казначея Никандра, иеромонахов Венедикта и Ионафана, иеродиаконов Емельяна и Флегонта и диакона Коровина, кои слыша крик и шум от злодеев и быв вообще с тремя служителями, во время грабежа и убийства архимандрита Иакинфа, не предприняли никаких к воспрепятствованию в том мер, чрез что, по силе уложения 21 главы 59 ст., и оказались они виновными,— но как они духовного чина, то о сообщены о сем их поступке, куда следует, отнестись в Пермское наместническое правление.

## Награды
- Похвальная грамота Святейшего правительствующего синода, 30 июля (10 августа) 1774 года, за то, что вверенный ему монастырь твердо стоял во время осады.